# La Boutique fantasque
La Boutique fantasque p. 120 est un ballet en un acte conçu par Léonide Massine, qui en a écrit la chorégraphie, et créé en 1919 par les Ballets russes.
Le livret a été écrit en collaboration par Léonide Massine et André Derain, le pionnier du Fauvisme. La musique a été composée par Ottorino Respighi, utilisant les pièces de piano les Péchés de vieillesse de Gioachino Rossini. Les décors et costumes étaient d'André Derain.

## Historique
Léonide Massine a raconté comment, à Rome lors d'une saison de ballet, Respighi a montré à Diaghilev la partition des Péchés de vieillesse de Rossini. L'impresario a engagé Massine et Respighi. Toulouse-Lautrec a eu une influence sur le choix de la période et sur le style de la Boutique Fantasque. Massine a conçu le personnage principal « à la manière de Lautrec ». Diaghilev a organisé une rencontre à Paris entre Massine et André Derain, et ils ont tous deux travaillé au scénario au domicile de l'artiste, rue Bonaparte. La date de l'action a été déplacée de 1832 aux années 1860.
Léonide Massine s'est inspiré du ballet Die Puppenfee (de), musique de Josef Bayer, chorégraphie de Joseph Haßreiter (de) (créé à Vienne en 1888 et repris au Théâtre Mariinsky en 1907). D'autres personnes font remarquer les similitudes avec l'histoire du Stoïque Soldat de plomb de Hans Christian Andersen.
La Boutique fantasque plonge le spectateur dans l'univers d'un fabricant d'automates qui présente au public ses dernières nouveautés.
Créé le 5 juin 1919 par les Ballets russes de Serge de Diaghilev à l’Alhambra de Londres, le ballet a pour interprètes principaux Lydia Lopokova, Léonide Massine et Enrico Cecchetti, le tout sous la direction du chef français Henri Defossé.

## Argument
L'histoire de Massine est centrée autour de l'histoire d'amour entre deux poupées, dansant le Cancan, dans un magasin de jouets. Le thème général est légèrement satirique, et incorpore des éléments de comédie nationale, de danse folklorique, de mime et de chorégraphie classique. L'histoire se déroule en trois actes.
L'histoire se passe en France à la fin du XIXe siècle. Un célèbre fabricant de jouets, bien connu dans le monde, a créé des poupées parfaites dansant dans sa boutique. Les automates effectuent diverses danses, en présence des clients du magasin. Au début assistent au spectacle deux dames anglaises et une famille américaine. Quelques poupées effectuent une tarentelle pour les clients, et plus tard d'autres poupées dansent une mazurka. Par la suite, de nouvelles poupées entrent et divertissent, avec d'autres danses, un snob et un vendeur de melons. Puis viennent d'autres clients: une famille russe, et tout le monde apprécie le spectacle. En l'honneur des nouveaux arrivants, arrivent cinq poupées cosaques, effectuant leur danse traditionnelle, suivies de deux caniches nains se livrant à une danse amusante.
C'est à ce moment qu'arrive un couple très réussi de danseurs de cancan, qui exécutent parfaitement leur numéro. La danse est tellement parfaite que la famille d'Américains décide d'acheter le danseur, tandis que le Russe veut acheter la danseuse. L'accord est conclu, les danseurs sont achetés, et les familles viendront les chercher le lendemain.
Pendant la nuit, les poupées, comme par magie, deviennent des humains et se mettent à danser. Toutefois, ils sont choqués que les danseurs de cancan soient bientôt séparés. Lorsque, le lendemain matin, la boutique ouvre et que les clients viennent retirer les danseurs, il s'avère que les automates ne sont plus là. Les clients, pas au courant de la vie secrète des poupées, protestent auprès du commerçant. Dans l'affrontement qui s'ensuit, les poupées interviennent pour sauver le commerçant grâce aux poupées cosaques qui chargent les clients avec leurs baïonnettes.
Poussés hors du magasin, les clients regardent incrédules, par la fenêtre, comment les poupées et le commerçant, heureux, dansent joyeusement.

## Structure

### Sections du Ballet complet
- I. Ouverture (Tempo di Marcia) - Allegretto - Meno mosso - Même mouvement - Vivo -
- II. Tarantella (Allegro con brio) La danza - Vivo -
- III. Mazurka - Vivo - Lento - Moderato - Piu' vivo - Poco meno - Vivacissimo -
- IV. Danse cosaque (Allegretto marcato) - Animando un poco - Vivo - Allegretto Brillante (Valse) - Vivace -
- V. Can-Can (Allegretto Grottesco) 'Petite Caprice Style Offenbach' - Vivacissimo - Poco meno vivo - Andantino Mosso -
- VI. Valse lente (Andantino moderato) - Un poco più mosso - Con Brio - Tempo I° - Più animato - Tempo I° - Pizzicato, Allegretto moderato - Allegretto moderato -
- VII. Nocturne (Andantino) - Allegretto -
- VIII. Galop (Vivacissimo) - Fuga, Allegro brillante - Prestissimo - Tempo I°.

Durée : environ 46 minutes

### Pièces de piano de Rossini arrangées par Respighi
- Vol.IV - Quatre hors-d'œuvre, no 3 Les cornichons, « Introduction, Thème et Variations » ;
- Vol.IV - Quatre hors-d'œuvre, no 1 Les radis;
- Vol.IV - Quatre hors-d'œuvre, no 4 Le beurre, « Thème et Variations » ;
- Vol.IV - Quatre mendiants, no 2 Les amandes, « Minuit sonne – bonsoir Madame » ;
- Vol.X - no 6 Petite Caprice (Style Offenbach) ;
- Vol.VIII - no 9 Tarantelle pur sang (avec traversée de la procession) ;
- Vol.VII - no 6 Petite Valse, L'huile de ricin ;
- Vol.VI - no 10 Fausse couche de Polka Mazurka ;
- La danza (1835) Tarantelle napolitaine.

## Instrumentation
| Instrumentation de La Boutique fantasque                                                  |
| Cordes                                                                                    |
| premiers violons, seconds violons, altos, violoncelles, contrebasses, 1 harpe             |
| Bois                                                                                      |
| 2 flûtes, 1 piccolo 2 hautbois, 1 cor anglais 2 clarinettes, 2 bassons                    |
| Cuivres                                                                                   |
| 4 cors, 3 trompettes, 3 trombones, 1 tuba                                                 |
| Percussions                                                                               |
| timbales, grosse caisse, caisse claire, triangle, xylophone, carillon tubulaire, cymbales |
| Claviers                                                                                  |
| celesta                                                                                   |